# Moulinex
Moulinex è un marchio francese di piccoli elettrodomestici prodotti dalla multinazionale Groupe SEB.

## Storia
Le origini dell'azienda risalgono al 1932, quando Jean Mantelet (1901-1991), un piccolo industriale titolare della Manufacture d'Emboutissage a Bagnolet, azienda produttrice di strumenti per la cucina fondata nel 1929, inventò un dispositivo meccanico per sbucciare e pelare le verdure dal nome Le Moulin-Légume, che ebbe un immediato successo.
Nel 1937 venne impiantato un nuovo stabilimento ad Alençon, il cui meccanismo di produzione fu di ispirazione fordista. Nel 1953 l'azienda mutò denominazione in Société d'Etudes Chimie et Méchanique (SECM), mentre l'anno seguente  vide la luce il nuovo modello di macinalegumi, il Légumex.
Nel 1956 Mantelet inventò il primo macinacaffè elettrico, chiamato Moulinex, che l'anno dopo divenne il nome dell'azienda. Tra il 1958 e il 1973, divenne il primo produttore nazionale di piccoli elettrodomestici con 10 stabilimenti in Francia, che inizialmente comprendeva solo quelli per la cucina, e che successivamente venne ampliata anche a quelli per la cura della persona, come gli asciugacapelli.
Moulinex entrò alla borsa di Parigi nel 1969. Nel 1971 produsse la prima macchina da caffè, e nel 1978 il primo forno a microonde.
Negli anni ottanta vi furono i primi segni di crisi dell'azienda che vide contrarre i propri profitti. Prima azienda francese del suo settore, aveva in organico 10.700 addetti in 12 stabilimenti. Tra il 1984 e il 1989 il Gruppo francese acquisì altre aziende (come la britannica Swan) e creò nuovi insediamenti produttivi all'estero.
Nel 1991 morì il suo fondatore; nel capitale della Moulinex fecero ingresso la Clinvest e il Crédit Lyonnais e venne acquisita la tedesca Krups. La crisi aziendale proseguì, e nel 1994 il manager Jean-Charles Naouri acquisì il 40% del capitale ed avviò un piano di ristrutturazione, che però non riuscì a portare alla riparazione del dissesto.
Nel 2000 l'azienda venne rilevata dal Gruppo italiano El.Fi. Elettrofinanziaria S.p.A. della famiglia Nocivelli, che nel paese transalpino aveva già acquisito la Brandt: da qui la fusione che diede vita alla Moulinex-Brandt che diviene il terzo gruppo europeo nella produzione di elettrodomestici.
Appena un anno dopo, il Gruppo incappò in una crisi che lo portò all'amministrazione controllata decisa dal tribunale del commercio di Nanterre. Nell'autunno del 2001, l'azienda fu parzialmente rilevata dal Groupe SEB, come deciso dallo stesso tribunale.